# Peropalo
El Peropalo o Pero-Palo és un ninot de palla i fenc amb figura d'home amb vestit negre i barret al cap que representa Judes Iscariot i els jueus contra qui la gent de poble canta i fa escarni. És el protagonista d'una activitat dels carnavals de Villanueva de la Vera (Càceres), a la Serra de Gredos. La utilització del ninot se situa al carnaval pagà antic, va ser a finals del segle xv, amb l'inici de la Inquisició, quan la festa va adoptar un perfil antisemita.
La festa consisteix en l'exhibició d'aquest ninot durant els primers dies del Carnaval enmig de càntics, crits i escarnis. El dimarts un simulacre de procés condemna el Peropalo, que s'aixeca al balcó municipal mentre un jove disfressat de manera grotesca desfila pel poble amb un burro. A la nit es crema el ninot i la festa acaba. Tot el ritual va acompanyat de càntics populars amb "una forta agressivitat contra els jueus".
Els escarnis al ninot s'anomenen la judiá: Els qui han acompanyat el Peropalo en el seu recorregut pels carrers del poble se situen en una zona de la plaça distribuïts en quatre grups que es col·loquen en els quatre punts cardinals deixant una espai buit al mig. Un grup, amb el Peropalo, ocupa el sud; el Peropalero major s'encarregarà d'aixecar al ninot, baixar-lo gairebé fins arran de terra amb la cara orientat cap a la terra i hissar-lo de nou caminant cap al nord. En el moment en què s'inicia aquest moviment, s'entrecreuen els grups amb el consegüent forcejament. La mateixa acció es repeteix diverses vegades al so rítmic de diversos tambors. El ritu acaba aixecat al ninot després de la tercera passada i tots s'arremolinen botant i abraçant al seu voltant. El tambor porta a tota la comitiva cap a l'agulla al voltant de la qual es donen diverses voltes a ritme de toc de diana; els qui participen ho fan agafats de l'espatlla i saltant, alhora que es donen exclamacions guturals; finalitza el ritu amb el lliurament del ninot a un peropalero que, enfilat a l'agulla, col·loca al Peropalo de nou al seu lloc.
Els càntics fan referència al deicidi, les profanacions sacrílegues i el fet que els jueus es tanquessin dins de casa seva durant els dies de la festa. Els jueus són anomenats "els de la mala ralea", "els de la mala secta", "els de la mala llavor", "els de la mala intinció" o els del "llinatge infame". La copla més coneguda diu "Que s'ajunti molta llenya / i que es faci una gran foguera / i allà es vagin llançant / els de mala intinció".